# Logan Lerman

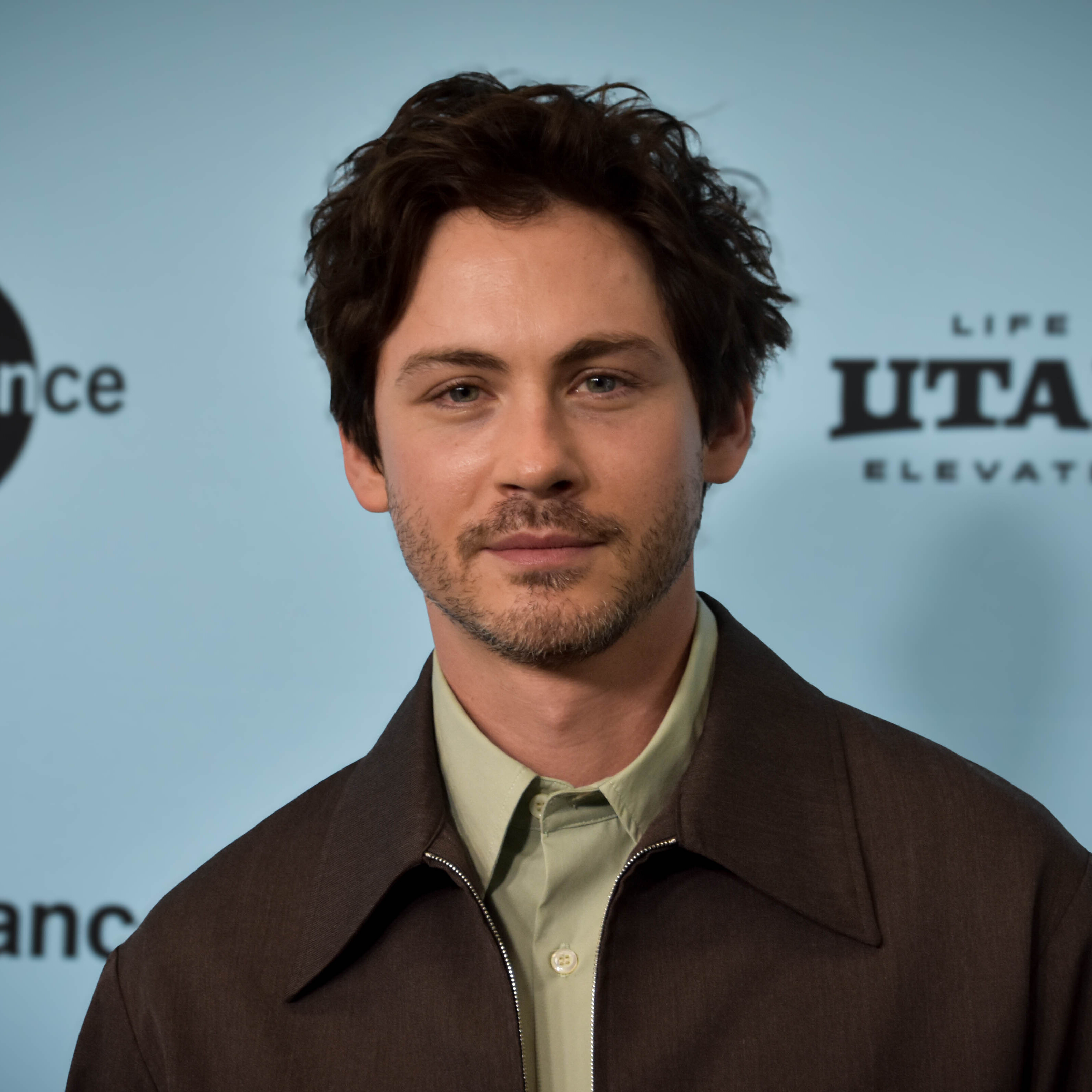
Logan Lerman (2025)

Logan Wade Lerman (* 19. Januar 1992 in Beverly Hills, Kalifornien) ist ein US-amerikanischer Schauspieler.

## Leben und Karriere
Logan Lerman wurde in Beverly Hills im US-Bundesstaat Kalifornien geboren, er entstammt einer Familie jüdischen Glaubens mit Wurzeln in Polen, Russland und Litauen. Lerman begann bereits im Alter von zwei Jahren mit der Schauspielerei. Sein Filmdebüt gab er im Jahre 2000 in dem Film Der Patriot als William Martin, eines der Kinder von Benjamin Martin (Mel Gibson). 2003 spielte er seine erste Hauptrolle im Fernsehfilm A Painted House (nach der Romanvorlage Die Farm von John Grisham). 2004 wirkte er in dem Film Butterfly Effect mit, wo er die Figur des Hauptdarstellers (Ashton Kutcher) als Siebenjährigen darstellte.
Seine bislang bekannteste Rolle hatte er im Film Percy Jackson – Diebe im Olymp, in der er den Halbgott Percy Jackson spielte. 2011 schlüpfte er für die Neuverfilmung des Klassikers Die drei Musketiere in die Rolle des D’Artagnan. 2012 war er an der Seite von Emma Watson und Nina Dobrev im Film Vielleicht lieber morgen (nach der gleichnamigen Romanvorlage von Stephen Chbosky) zu sehen. In der 2013 erschienenen Fortsetzung zu Percy Jackson – Diebe im Olymp, Percy Jackson – Im Bann des Zyklopen, übernahm er wieder neben Alexandra Daddario und Brandon T. Jackson die Rolle des Percy Jackson. 2014 spielte er neben Russell Crowe einen der Söhne Noahs im Film Noah und spielte neben Brad Pitt in David Ayers Herz aus Stahl einen jungen Soldaten im Zweiten Weltkrieg.
In dem Filmdrama Sidney Hall von Shawn Christensen, das am 25. Januar 2017 im Rahmen des Sundance Film Festivals seine Weltpremiere feierte, übernahm Lerman die Titelrolle von Sidney Hall.
Im Jahr 2020 übernahm er die Rolle des Jonah Heidelbaum in der Serie Hunters. Dabei spielt er die Rolle eines jüdischen Jungen, der sich nach dem Tod seiner Großmutter einer Gruppe von Nazijägern in New York anschließt.

## Filmografie
- 2000: Der Patriot (The Patriot)
- 2000: Was Frauen wollen (What Women Want)
- 2001: Unterwegs mit Jungs (Riding in Cars with Boys)
- 2003: A Painted House (Fernsehfilm)
- 2004: Butterfly Effect (The Butterfly Effect)
- 2004–2005: Jack & Bobby (Fernsehserie, 22 Folgen)
- 2006: Eulen – Kleine Freunde in großer Gefahr! (Hoot)
- 2007: Number 23 (The Number 23)
- 2007: Todeszug nach Yuma (3:10 to Yuma)
- 2007: Meet Bill
- 2009: My One and Only
- 2009: Gamer
- 2010: Percy Jackson – Diebe im Olymp (Percy Jackson & the Olympians: The Lightning Thief)
- 2011: Die drei Musketiere (The Three Musketeers)
- 2012: Love Stories (Stuck in Love)
- 2012: Vielleicht lieber morgen (The Perks of Being a Wallflower)
- 2013: Percy Jackson – Im Bann des Zyklopen (Percy Jackson: Sea of Monsters)
- 2014: Noah
- 2014: Herz aus Stahl (Fury)
- 2016: Empörung (Indignation)
- 2017: Sidney Hall
- 2018: Sgt. Stubby: An American Hero (Stimme)
- 2019: Dem Leben auf der Spur (End of Sentence)
- 2020: Shirley
- 2020–2023: Hunters (Fernsehserie, 18 Folgen)
- 2022: Press Play And Love Again (Press Play) (Produzent)
- 2022: Bullet Train
- 2024: We Were the Lucky Ones (Miniserie)
- 2025: Oh, Hi!